# Albert Rinn
Heinz Albert Rinn (* 22. Dezember 1934 in Heuchelheim; † 22. März 2019 in Schweinfurt) war ein deutscher Radsportler und Radsporttrainer.

## Sportliche Laufbahn
Als 15-Jähriger begann Albert Rinn in Gießen mit dem Radsport. 1956 wurde er Deutscher Meister im Querfeldeinrennen. Nach 13 Rennjahren mit 35 Siegen hörte er mit dem aktiven Radsport auf.

## Trainer und Funktionär
Ab 1963 engagierte sich Rinn beim RV 89 Schweinfurt als Jugendleiter. Zugleich arbeitete er als Betreuer der Straßen-Nationalmannschaft eng mit Bundestrainer Otto Ziege zusammen; bei der Tour de France 1968 war er als Assistent des deutschen Teamchefs Hans Preiskeit im Einsatz. Ab 1969 war er zunächst als Honorartrainer für den Bayerischen Radsportverband tätig, ab 1974 als festangestellter Landesverbandstrainer. Zu seinen Schützlingen gehörten die Rennfahrer Dieter Burkhardt, Dieter Flögel und Steffen Rein. Auch machte er sich um die Ausbildung von weiteren Trainern verdient. Nachdem er sich als Verbandstrainer zurückgezogen hatte, unterstützte er von 1997 bis 2000 den Sportlichen Leiter des Teams Nürnberger, Udo Sprenger, in dessen Arbeit.
Albert Rinn starb am 22. März 2019 nach langer schwerer Krankheit in Schweinfurt.

## Erfolge
1956
- Deutscher Meister – Querfeldeinrennen